# هارتویکوویتسه
هارتویکوویتسه (به چکی: Hartvíkovice) یک منطقهٔ مسکونی در جمهوری چک است که در منطقه تربیچ واقع شده‌است.
 هارتویکوویتسه ۵٫۷۳ کیلومتر مربع مساحت و ۵۵۴ نفر جمعیت دارد و ۴۴۰ متر بالاتر از سطح دریا واقع شده‌است.